# Malcolm McKenna
Malcolm Carnegie McKenna (Pomona, Kalifornia,  1930. július 21. – Boulder, Colorado, 2008. március 3.) amerikai paleontológus. Zoológiai szakmunkákban nevének rövidítése: „McKenna”.

## Élete és munkássága
McKenna 1930. július 21-én, a kaliforniai Pomona városban született. Szülei Donald McKenna és Bernice McKenna.
Ő az Amerikai Természetrajzi Múzeum (American Museum of Natural History), kurátora volt, az ősgerincesek részlegénél, és társszerkesztője volt a Susan K. Bell által írt „Classification of Mammals” című könyvnek. 2000-ben megkapta a Society of Vertebrate Paleontology legnagyobb érdemrendjét a Romer-Simpson Medal-t.
Amíg az Amerikai Természettudományi Múzeumnak dolgozott, addig a New Jersey-i Englewoodban lakott; ennek a városnak, McKenna felesége, Priscilla McKenna volt a polgármestere. Nekik négy gyermekük volt: Douglas, Andrew, Katharine, és Bruce (Bruce fia, forgatókönyvíró; munkái között a „The Pacific” című televíziós sorozat is szerepel.).
Malcolm McKenna 2008. március 3-án a coloradói Boulder városban halt meg.

## Malcolm McKenna által alkotott és/vagy megnevezett taxonok
Az alábbi linkben megnézhető Malcolm McKenna taxonjainak egy része.

## Fordítás
- Ez a szócikk részben vagy egészben  a   Malcolm McKenna című angol Wikipédia-szócikk fordításán alapul.  Az eredeti cikk szerkesztőit annak laptörténete sorolja fel. Ez a jelzés csupán a megfogalmazás eredetét és a szerzői jogokat jelzi, nem szolgál a cikkben szereplő információk forrásmegjelöléseként.